# Christina Stielli
Ulla Christina Margareta Stielli, född 4 november 1963 i Eskilstuna, är en svensk författare.
Christina Stielli är författare och föreläsare inom områden som arbetsglädje, kommunikation, medarbetarskap och förändring. Christina har tidigare arbetat som föreläsare inom området sociala medier i skolor, skribent och bloggare på tidningen Tara och drivit utbildningsföretaget Punct AB. Hon har en bakgrund inom marknadsföring och försäljning, från bland annat filmbranschen, rese- och hotellbranschen. Hon debuterade som skönlitterär författare 2010 med romanen Jag älskar dig inte. 2013 kom hennes andra roman "Allt för din skull" och 2014 fackdebuterade hon med boken Jag vill vara glad. Christina har även skrivit tre böcker för tonåringar: Orka!, Kör! och Mendurå! 2016 kom hennes senaste bok "Skapa Arbetsglädje". 2020 var hon en av fem som grundade talarförmedlingen TALARNAS.
Christina Stielli valdes av Talarforums kunder till Årets kvinnliga talare 2014 och 2015.

## Böcker
- Skapa Arbetsglädje. ISBN 9789187009105
- Jag vill vara glad. ISBN 9789187009037
- Allt för din skull. ISBN 9789146222002
- Jag älskar dig inte. ISBN 9789146220510
- ORKA! : självkänsla för tonåringar. ISBN 9789163367007
- Kör! En bok om drömmar och mål för tonåringar. ISBN 9789163374265
- Mendurå!. ISBN 9789163374272
- Dagbok för vardagslycka, Mondial förlag, 2022